# Dusona yamanakai
Dusona yamanakai är en stekelart som beskrevs av Hinz 1985. Dusona yamanakai ingår i släktet Dusona och familjen brokparasitsteklar. Inga underarter finns listade i Catalogue of Life.